# Ташкеницы
Та́шкеницы (карел. Tuašla) — деревня в составе Михайловского сельского поселения Олонецкого национального района Республики Карелия.

## Общие сведения
Расположена на берегах озёр Лоянского и Ташкенского.

## Население
Численность населения в 1905 году составляла 233 человека.
| 2002 | 2009 | 2010 | 2013 |
| ---- | ---- | ---- | ---- |
| 4    | ↗15  | →15  | →15  |